# よねざわ昆虫館
よねざわ昆虫館（よねざわこんちゅうかん）は、山形県米沢市の三沢コミュニティセンター内にある昆虫館。2003年9月にセンター完成と同時にオープンした。オサムシ研究家の山谷文仁が1989年に米沢市に寄贈した約10万点の昆虫標本コレクション、および、米沢市浅川出身の小形義和の標本約6千点を収蔵している。展示室では常時250種類、2500から3000点の昆虫標本を展示している。
標本展示を中心とするが、季節ごとのイベントではカブトムシなどの生態展示も行われる。他に絵本や図鑑のコーナーや、塗り絵や昆虫の折り紙などの子ども向けのサービスも行っている。また館内にはミュージアムショップも併設されており、昆虫グッズなどを購入することができる。
2013年に誕生したオリジナルキャラクターとして「昆虫宣隊ヒョウホンジャー」があり、ミュージアムキャラクターアワード2022に初参加した。

## 山谷コレクション
オサムシ研究家の山谷文仁（やまや ぶんに、1921年9月8日 - 1997年）が収集した約10万点の昆虫標本コレクション。そのうち約7万点は日本産昆虫で山形を中心に東北地方のものが多く、残りの約3万点は東南アジアを中心とした世界各地のものである。
山谷は青森県西津軽郡森田村下相野（現：つがる市森田町）に生まれる。少年時代より昆虫採集や研究を行い「津軽昆虫同好会」を結成、全国誌に投稿するなど活動をしていた。オサムシ研究のため満州に渡り、第二次世界大戦後は復員し東北電力に入社する。1968年に米沢支店勤務となったことから米沢と縁ができ、1989年にそれまでに収集してきた約10万点の昆虫標本を米沢市に寄贈した。標本は米沢市立上杉博物館に収蔵され、標本の整理と共に1990年夏に最初の昆虫展が開催された。昆虫展はその後も何度か開催されたのち、標本類は移管されて2003年の「よねざわ昆虫館」の開館となった。

## 小形コレクション
小形義和（おがた よしかず、故人）が収集した昆虫標本で、平成28年（2016年）度に米沢市に寄贈された。置賜地方を中心に採集されたトンボの標本が大半を占める。
小形は1951年（昭和26年）3月10日、米沢市浅川に生まれる。23歳で中学校の教師となり理科・数学を教える。米沢市立第四中学校で科学部顧問をしていた35歳のときにハッチョウトンボと出会い、以後トンボの観察・研究をライフワークとした。「トンボ先生」として親しまれ、よねざわ昆虫館の運営委員長として事業運営にも携わった。

## 利用案内
- 所在地：山形県米沢市簗沢1776-1[5]
- 営業時間：9:00 - 17:00（入館は16:30まで）[5]
- 休館日：毎週水曜日、年末年始（12月29日 - 1月3日）[5]
- 入館料：無料[5]

## 交通アクセス
- JR米沢駅から山交バス・白布小野川線で約30分、「小野川温泉」バス停下車、徒歩約10分[11][注釈 2]
- 東北中央自動車道 米沢中央インターチェンジから車で約20分[11]